# Аминев, Ахтям Закиятдинович
Ахтям Закиятдинович Аминев (тат. Әхтәм Зәкиятдин улы Әминев род. 1918, Анясево, Уфимская губерния — 1942, Сухиничи) — татарский поэт.

## Биография
Родился и вырос в селе Анясево Миякинского района Республики Башкортостан. В 1933 году, закончив семилетку в родном селе, уехал из него, чтобы продолжать образование и поступил в Свердловский педагогический техникум. Его первые стихи были напечатаны в газете «Социализм юлы», которая издавалась на татарском языке в Свердловской области. В 1937 году переехал в Казань, где продолжил обучение в Казанском педагогическом институте на отделении татарского языка и литературы. Успешно завершил обучение в 1941 году. В это время публиковал стихи в таких изданиях как «Яшь сталинчы» (сейчас «Татарстан яшьләре»), «Яшь ленинчы», «Пионер каләме» (сейчас «Ялкын»). Также его произведения были изданы в сборниках стихов «Очкыннар» и «Туган ил».
В декабре 1941 года молодого поэта направили на фронт в качестве заместителя политрука. Согласно одному источнику, в ходе боёв под городом Сухиничи Калужской области в апреле 1942 года получил тяжёлое ранение, приведшее к смерти. Согласно другому, пропал без вести 20 апреля 1942 года.
Отдельные его стихи опубликованы в 1961 году в сборнике «Алар сафта». Имя поэта выбито на мемориальной доске, установленной на здании Союза писателей Татарстана.